# Aristolochiales
Ordinul Aristolochiales  face parte din subclasa Magnoliidae și  cuprinde plante erbacee, mai rar lemnoase.

## Caracteristici
Ordinul Aristolochiales însumează reprezentanți cu flori ciclice, cu periant simplu.
Florile sunt actinomorfe sau zigomorfe, cu gineceu inferior.

## Familii
Ordinul Aristolochiales cuprinde următoarele familii de plante:
- Aristolochiaceae

## Poziția Ordinului Aristolochiales în cadrul clasificării generale a regnului Platae după mai mulți autori
| -               | După Al. Beldie 1977 (se dau numai unitățile sistematice cu reprezentanți în flora României) | În Sistemul Cronquist | După Sârbu 1999                     |
| --------------- | -------------------------------------------------------------------------------------------- | --------------------- | ----------------------------------- |
| Regn            | Plantae                                                                                      | Plantae               | Plantae                             |
| Subregn         | -                                                                                            | -                     | Cormobionta                         |
| Încrengătură    | Spermatophyta                                                                                | Magnoliophyta         | Magnoliophyta (Angio-spermatophyta) |
| Subîncrengătură | Angiospermae                                                                                 | -                     | -                                   |
| Clasă           | Dicotyledoneae                                                                               | Magnoliopsida         | Magnoliatae (Dicotiledonatae)       |
| Subclasă        | -                                                                                            | Magnoliidae           | Magnoliidae                         |
| Ordin           | Aristolochiales                                                                              | Aristolochiales       | Aristolochiales                     |
| Familie         | Aristolochiaceae                                                                             | -                     | Aristolochiaceae                    |
| Gen             | Aristolochia                                                                                 | -                     | Aristolochia                        |
| Gen             | Asarum                                                                                       | -                     | -                                   |

Observații. După ordin sunt date toate unitățile sistematice întâlnite în autorii citați.